# Тузеђа (Мачерата)
Тузеђа је насеље у Италији у округу Мачерата, региону Марке.
Према процени из 2011. у насељу је живело 14 становника. Насеље се налази на надморској висини од 510 м.